# Ve zdech Eryxu

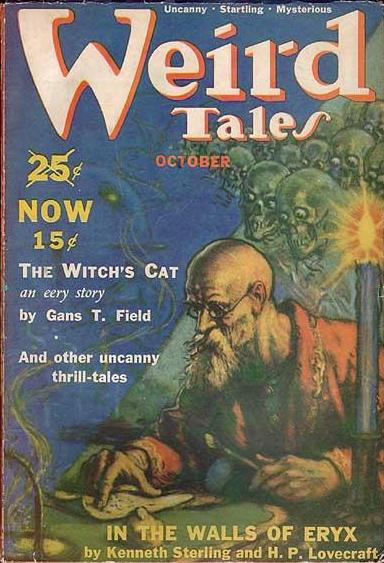

Povídku Ve zdech Eryxu napsali v lednu roku 1936 američtí spisovatelé H. P. Lovecraft a Kenneth J. Sterling (1920–1995) a poprvé byla uveřejněna v říjnu roku 1939 v časopisu Weird Tales. Povídka působí ve srovnání s ostatními texty H. P. Lovecrafta neobvykle, jelikož se jedná o klasický sci-fi příběh z blízké budoucnosti o prozkoumávání vesmíru.

## Inspirace
Koncept příběhu se k Lovecraftovi dostal v lednu roku 1936, kdy mu jej ukázal jeho přítel Sterling, předčasně vyzrálý student střední školy v Providence, který se s Lovecraftem spřátelil rok před tím. Hlavní linie příběhu se zakládala na představě neviditelného labyrintu, u níž později Sterling přiznal inspiraci v povídce "The Monster-God of Mamurth" od Edmonda Hamiltona, která vyšla v srpnovém vydání Weird Tales roku 1926 a obsahovala nápad s neviditelnou budovou uprostřed Sahary.
Lovecraft pečlivě Sterlingův koncept přepsal, přičemž jej prodloužil na 12 000 slov (původní text byl dlouhý mezi 6 000 a 8 000 slovy). Většina textu uveřejněné verze povídky se připisuje Lovecraftovi, ačkoli se důkaz v podobě originálu nedochoval.